# Karel Samšiňák

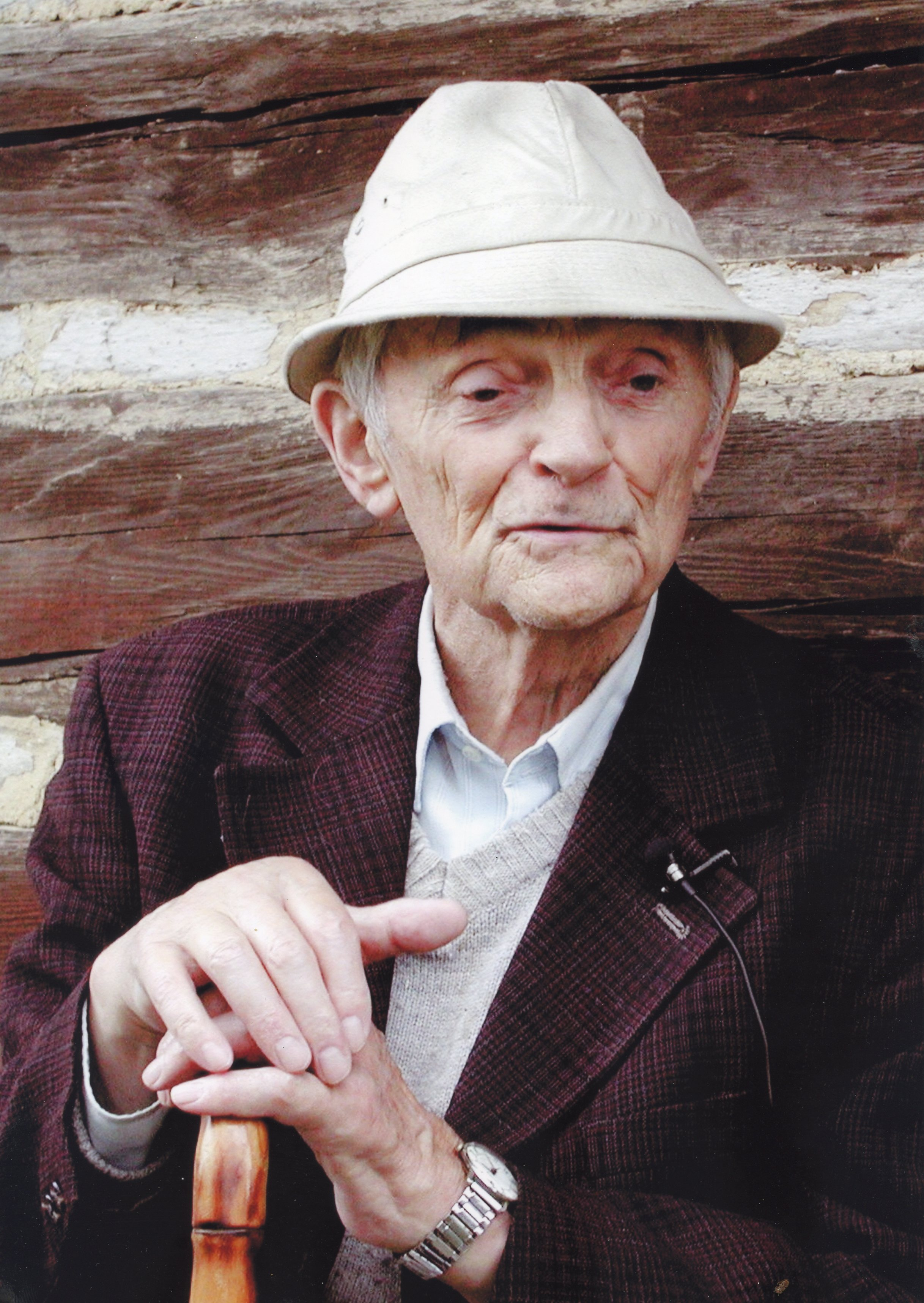
Karel Samšiňák před Šolcovým statkem (2007)

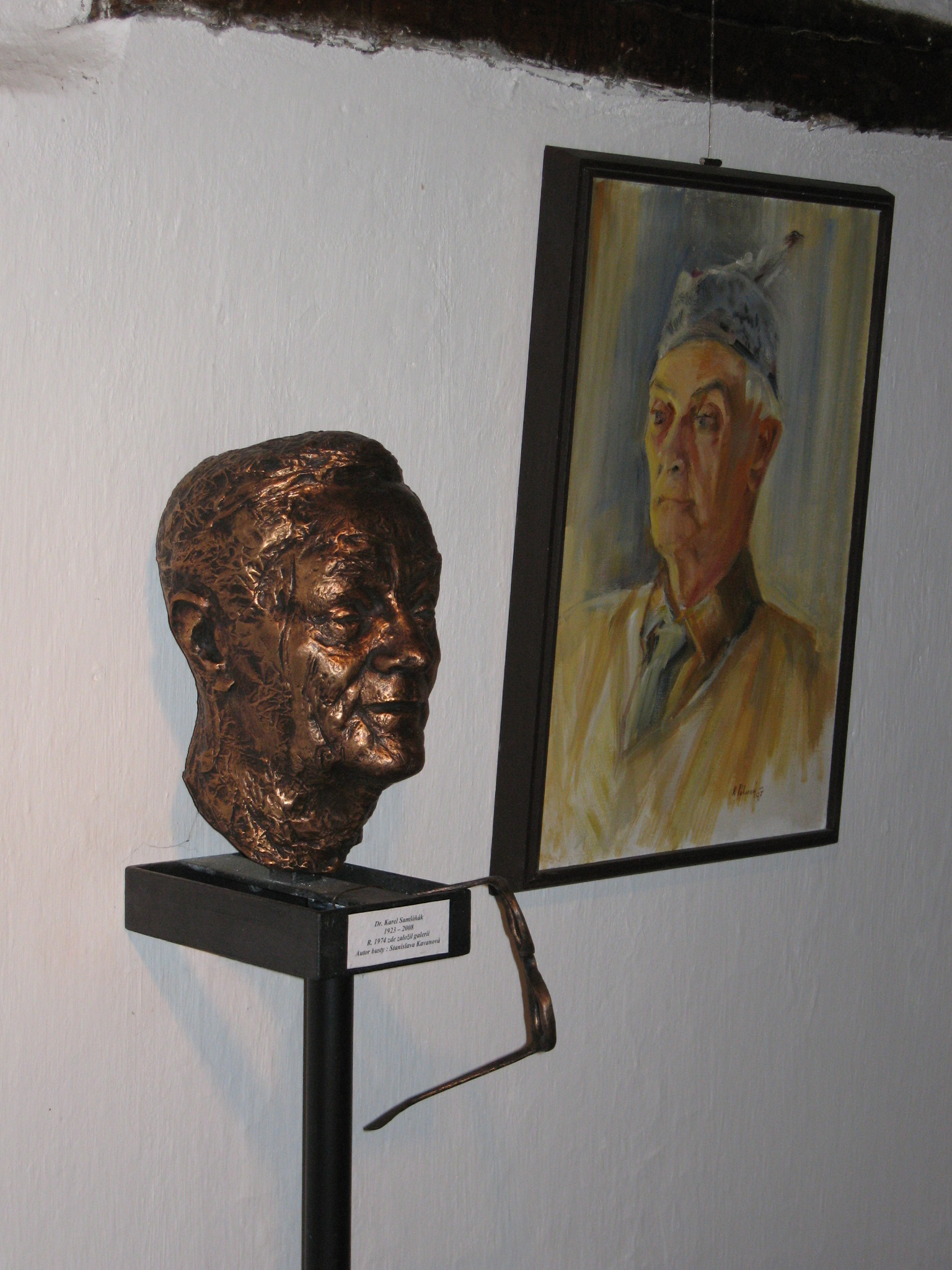
Busta a portrét Karla Samšiňáka

Karel Samšiňák (2. ledna 1923 Sobotka – 2. srpna 2008 Prachatice) byl český zoolog, entomolog, myrmekolog, parazitolog, akarolog. Autor odborných přírodovědných publikací, statí k výtvarnému umění a turistických průvodců. Milovník výtvarného umění a sběratel ex libris. Dlouholetý předseda Spolku sběratelů a přátel exlibris, organizátor výstav a jiných kulturních akcí v Českém ráji.

## Životopis
Karel Samšiňák se narodil v Sobotce v domě čp. 201 v Komenského, nyní Jičínské ulici. Jeho otec Karel Samšiňák (1892–1971) byl úspěšným obchodníkem, matka Marie Samšiňáková rozená Havlíková (1896–1968) hrála ochotnické divadlo, zpívala a ráda četla. Oba rodiče byli členy místního Sokola.
Studia na klasickém gymnáziu v Mladé Boleslavi absolvoval Karel Samšiňák v letech 1938–1942. Již tehdy jej zajímaly přírodní vědy. Ve studiu pokračoval v Mladé Boleslavi na Střední průmyslové škole automobilní (1942–1944). Jeho zálibou bylo sběratelství. Od pohlednic s historickými náměty z českých dějin přešel na téma přírodniny: květiny a dřeviny, brouci a mravenci.
Po druhé světové válce a znovuotevření vysokých škol v roce 1945 zahájil studium na Přírodovědecké fakultě Univerzity Karlovy u parazitologa profesora Otty Jírovce. Pod jeho vedením se namísto mravenců začal věnovat roztočům. Parazitologickému oboru akarologie, tedy nauce o roztočích, zasvětil poté celou svou výzkumnou kariéru, v níž se vypracoval na vědce světového jména. Doktorát z přírodních věd získal v roce 1949 – jeho diplomová práce byla díky odborné úrovni uznána za práci doktorskou a byla vydána v odborném tisku.
Po absolutoriu se nemohl z politických důvodů věnovat vědecké práci v Praze. Byl zaměstnán v oblastním muzeu v Děčíně, aby tu zejména uspořádal biologické sbírky. Rychle se vypracoval na ředitele a protože zodpovídal i za depozitář obrazů, našel si poradce v PhDr. Otakaru Votočkovi, řediteli nedalekého litoměřického muzea. Ten v něm probudil celoživotní hluboký zájem o výtvarné umění. Od 1. listopadu 1951 do 8. února 1952 musel absolvovat vojenskou službu, která od 8. února 1952 do 25. listopadu 1953 zahrnovala službu u PTP (s nálepkou „politicky nespolehlivý“ bez ohledu na zdravotní klasifikaci „E“).
V roce 1955 prosadil parazitolog prof. Jírovec umístění K. Samšiňáka v Biologickém ústavu ČSAV v Praze, odkud záhy přešel do vznikajícího Parazitologického ústavu ČSAV. Zde působil do odchodu do penze v roce 1983. Účastnil se práce v mezinárodním týmu zabývajícím se výzkumem astmatu. Své odborné stati publikoval v mezinárodních odborných časopisech, obvykle anglicky nebo německy.
Podařilo se mu prosadit adaptaci chodby Biologického ústavu ČSAV na výstavní síň, v níž uspořádal nespočet výstav začínajících nebo nepropagovaných autorů. V letech 1973–1981 vydával spolu s lomnickým sběratelem Vladimírem Mikulem (1922–2010) a se signatářem Charty 77 Jaroslavem Vitáčkem (1924–1985) kulturní občasník Okno. V periodiku mimo jiné vyšly poprvé paměti malíře a grafika Vladimíra Komárka.  Jako milovník umění shromáždil velkou sbírku české volné a užité grafiky.
Působil v mnoha společnostech a spolcích – České společnosti entomologické, České parazitologické společnosti, Spolku českých bibliofilů, Spolku sběratelů a přátel exlibris, Společnosti bratří Čapků, Vlastenecko-dobročinné obci baráčnické, Klubu sběratelů kuriozit, Klubu bývalých příslušníků PTP aj.
| „                                  | Karel Samšiňák byl pojem. Byl to samorost známý nejen svou odborností, ale hlavně neústupnou a neohebnou povahou, se kterou bojoval s vrchností jak bezprostředně nad sebou, tak kolem sebe. | “ |
| — doc. RNDr. Josef Chalupský, CSc. | |   |

„Kromě obvyklého popisování nových druhů roztočů se proslavil, vezmeme-li jen začátek a konec jeho činnosti, tím, že v padesátých letech určil a zažehnal skutečnou roztočovou kalamitu v novostavbách na sídlišti Solidarita v Praze-Strašnicích. V tzv. sopalitových deskách, užitých na stěnách a jako přepážky v bytech, se tehdy masově pomnožili roztoči Tyrophagus putrescentiae a zaplavili byty tak, že obyvatelé musili být na čas přestěhováni do hotelů a byty asanovány. V té pozdější době odhalil, co je příčinou těžkých astmat některých alergiků. Je to několik druhů roztočů z čeledi Pyroglyphidae, žijících především v lůžkovinách.“
„Ne náhodou se na jeho exlibris tak často vyskytují roztoči a není náhodou, že desítky nových druhů těchto »potvůrek« popsal a pojmenoval často po svých přátelích. „S mnohými malíři jsem kamarád a vždycky jsem měl radost, když jsem mohl některého nově objeveného roztoče pojmenovat jejich jmény. Roztoč, který žije na mravencích na Kozákově, se například jmenuje podle malíře Vladimíra Komárka Anaaetus komarpictoris.“ vzpomínal. A můžeme ještě třeba doplnit: Xenanoetus kabrt po Josefu Kábrtovi, Myianoetus mlcoch po Zdeňkovi Mlčochovi nebo Richardanoetus demel po příteli a sběrateli Jurovi Demlovi.“

## Šolcův statek
Šolcův statek je zachovalá venkovská usedlost z roku 1811 (přesněji z 5. září 1811), která se nachází v proluce Šolcovy ulice, nedaleko soboteckého náměstí. V roce 1838 se zde narodil český básník Václav Šolc. Rodina Samšiňáků získala usedlost ve 30. letech dvacátého století. Josef Samšiňák (1924–1989) zde nějaký čas provozoval fotoateliér a fungovala zde i skautská klubovna. V roce 1950 byl statek rodině Samšiňáků odebrán a bylo sem nastěhováno několik nájemníků. Fotoateliér i skautská klubovna zanikly a statek zchátral. V roce 1958 nuceně převedl statek Karel Samšiňák (1892–1971) na město Sobotku. Dne 3. května 1958 byl statek prohlášen nemovitou kulturní památkou. Státní památková správa zahájila jeho rekonstrukci. Ta probíhala zdlouhavě a definitivně byla ukončena v roce 1963; jedinou obyvatelnou bytovou jednotkou byla garsoniéra v přízemí bývalého výminku. Po smrti Karla Samšiňáka (1971) se stal nájemníkem garsoniéry na statku, v té době patřícím městu Sobotka, jeho syn. Po přidělení nájemní garsoniéry inicioval RNDr. Karel Samšiňák opravy domu, v jejichž rámci adaptoval přízemní sednici na výstavní síň (1974).. V těchto prostorách pak pořádal výstavy výtvarného umění. Do jeho smrti v roce 2008 se jich uskutečnilo kolem tří set. Po sametové revoluci byl Šolcův statek v rámci restitucí vrácen do jeho vlastnictví (1990).
V roce 2005, ještě za života RNDr. Karla Samšiňáka, přesvědčili členové spolku „Zdělanců“ (spolek přátel Šolcova statku) jeho syna RNDr. Jana Samšiňáka, aby chátrající statek převedl na katastrálním úřadě na sebe. Janu Samšiňákovi se podařilo sestavit tým schopných odborníků. Ti v letech 2006–2009 uskutečnili generální rekonstrukci celého areálu. Adaptací přilehlé maštale vzniklo lapidárium, které doplnilo původní síň v roubence (dnešní Galerie Karla Samšiňáka). V roce 2009 tak kompletně zrekonstruovaný Šolcův statek v plném rozsahu obnovil zavedené výstavní aktivity. Každý rok se zde pořádají obvykle čtyři výstavy (tři v roubence a jedna v lapidáriu), besedy a koncerty. Obavy o budoucnost Šolcova statku a snaha zachovat zavedené kulturní aktivity vedly v roce 2014 majitele k sepsání závěti, kterou se stavení po jeho úmrtí převede na Regionální muzeum a galerii v Jičíně.

## Závěr života
V roce 2008 daroval RNDr. Karel Samšiňák do Regionálního muzea a galerie v Jičíně své celoživotní dílo, které se tak stalo součástí sbírek jičínského muzea. Dne 2. srpna 2008 Karel Samšiňák zemřel v hospici v Prachaticích. Ukončilo se tak přirozeně a definitivně jeho členství v mnoha spolcích, ve kterých za života působil a jejichž členové, kteří ho znali, na jeho skromnost a suchý humor vzpomínají.

## Dílo (výběr)

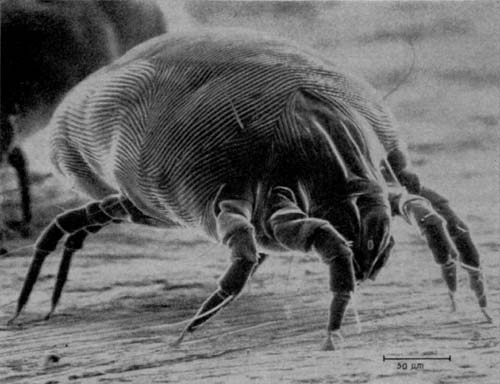
Roztoč z čeledi Pyroglyphidae

V roce 1948 vydal jako spoluautor několik vlastivědných průvodců:
- Kafka, Alois, ed. a Samšiňák, Karel, ed. Sobotecko: Kost, Trosky, Prach. skály: malý průvodce. Sobotka: Klub českých turistů, 1948. 14 stran.
- Kafka, Alois, ed. a Samšiňák, Karel, ed. Sobotka: Humprecht: malý průvodce. Sobotka: Klub českých turistů. Odbor v Sobotce, 1948. 14 stran.
- Kafka, Alois, ed., Samšiňák, Karel, ed. a Ruda, Vladimír, ed. Sobotka, Humprecht: malý průvodce. V Sobotce: Klub českých turistů, 1948. 14 stran, 1 mapa.
- Kafka, Alois, ed. a Samšiňák, Karel, ed. Sobotka, Humprecht: Malý průvodce: (Sobotecko: Kost-Trosky-Prach. skály). V Sobotce: Odbor KČT, 1948. 14, 14, [IV] stran.

V roce 1949 vydal odbornou entomologickou publikaci:
- Samšiňák, Karel. Příspěvek k morfologii a oekologii cizopasné mouchy Pseudacteon formicarium Ver. [Praha: s. n., 1949]. 83 stran.

V roce 1968 a následujících letech se kromě místopisu a historie
- Bílek, Karol, ed., Ruda, Vladimír, ed. a Samšiňák, Karel, ed. Sobotka 1968: vlastivědný sborník. Sobotka: Osv. beseda, 1968. 141 stran.

věnoval i statím s uměleckou tematikou
- Mikule, Vladimír; Ivo Prokop, Karel Samšiňák a Jaroslav Vitáček Okno: k padesátinám Vladimíra Komárka. [Semily: vlastním nákladem], 1978. 19 stran, obr.
- Šechtlová, Marie Michaela. Marie Michaela Šechtlová: ilustrace – grafika. Opava: Památník Petra Bezruče v Opavě, 1985. 1 složený list (3 strany).
- Samšiňák, Karel. Jaroslav Vitáček: (1924–1985): soupis osobního fondu. Praha: Památník národního písemnictví, 1990. 11 stran. Edice inventářů, č. 702.
- Samšiňák, Karel. O mouchách a lidech. První vydání. Praha: Nejmenší Nezávislé Nakladatelství, 1993. 21 stran. Edice opožděných samizdatů, sv. 1. ISBN 80-900320-9-5.
- Samšiňák, Karel. Traktát o Váchalovi. Praha: Spolek českých bibliofilů, 2007. 17 stran. Pupilla, sv. 28.